# Nie lubię poniedziałku
Nie lubię poniedziałku – polska barwna komedia filmowa z 1971 roku w reżyserii Tadeusza Chmielewskiego, nakręcona na podstawie autorskiego scenariusza. Akcja filmu rozgrywa się pewnego pechowego poniedziałku w Warszawie. Nie lubię poniedziałku został przeważnie pozytywnie przyjęty przez krytyków i cieszył się wielkim powodzeniem wśród widzów, choć po latach zauważano ideologiczną wymowę filmu.

## Fabuła
Akcja filmu rozgrywa się w Warszawie, w nieokreślonym roku, 15 września, który okazał się pechowym poniedziałkiem. Oglądamy epizody z życia kilkunastu postaci. Włoski przemysłowiec Francesco Rovanelli (Kazimierz Witkiewicz), który przybywa do Warszawy z zamiarem podpisania lukratywnego kontraktu, nieoczekiwanie gubi się w obcym mieście. Milicjant (Andrzej Herder) kierujący ruchem musi równocześnie opiekować się synkiem, który nie może wejść do przedszkola, zamkniętego z powodu panującej tam epidemii różyczki, a żona (Joanna Kasperska) pracująca w biurze matrymonialnym nie może zwolnić się z pracy. Pracownik gminnej spółdzielni (Jerzy Turek) na delegacji poszukuje części do kombajnu rolniczego i kłóci się z porywczym taksówkarzem (Adam Mularczyk), a pijany aktor Bohdan Łazuka (występujący jako on sam), próbuje dotrzeć do domu, idąc przez budzącą się Warszawę prowadzony przez tory tramwajowe, w których zatknął korbę do samochodu.

## Obsada

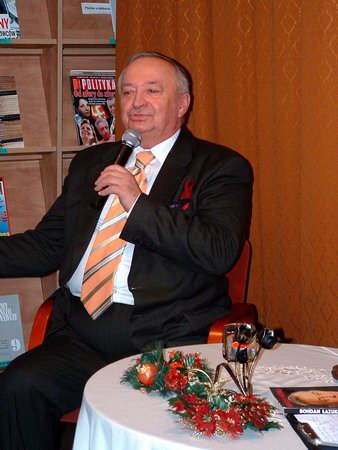
Bohdan Łazuka (początek XXI wieku)

- Kazimierz Witkiewicz – Francesco Rovanelli[1]
- Jerzy Turek – Zygmunt Bączyk, zaopatrzeniowiec z Sulęcic
- Zygmunt Apostoł – artysta
- Adam Mularczyk – kierowca taksówki
- Bogusz Bilewski – kierowca z Maszynohurtu
- Andrzej Gawroński – kierowca Władek
- Stefan Szmidt – kierowca niemający chorągiewki
- Mieczysław Czechowicz – bandyta w napadzie na bank
- Andrzej Herder – milicjant, tata Jacka
- Zbigniew Sulikowski – Jacek, syn milicjanta
- Jadwiga Wejcman – milicjantka – dyspozytorka dyżurna
- Joanna Kasperska – kierownik biura matrymonialnego
- Ludwik Kasendra – pracownik biura matrymonialnego
- Halina Kowalska – Marianna, klientka biura matrymonialnego
- Juliusz Kalinowski – dziadek, emerytowany woźny szkolny
- Teofila Koronkiewicz – starsza pani
- Bohdan Łazuka – występuje w roli samego siebie
- Kazimierz Rudzki – dyrektor Maszynohurtu, mieszkaniec bloku
- Henryk Łapiński – asystent dyr. Maszynohurtu, mieszkaniec bloku
- Wacław Kowalski – dźwigowy
- Czesław Lasota – pomocnik dźwigowego
- Stanisław Milski – prezes zespołu ludowego
- Zbigniew Koczanowicz – członek zespołu ludowego
- Marian Glinka – członek zespołu ludowego
- Ludwik Pak – Bolek, mleczarz
- Leonard Andrzejewski – Miecio
- Irena Skwierczyńska – babcia
- Edward Gliński – członek szamotulskiego zespołu ludowego
- Mitchell Kowal – Mróz, Polak z Ameryki
- Jerzy Karaszkiewicz – Józek, mechanik samochodowy z warsztatu
- Józef Osławski – drugi asystent dyrektora Maszynohurtu
- Wanda Majerówna – kobieta z papierem toaletowym
- Aleksander Gąssowski – członek jury konkursu w Zachęcie
- Elżbieta Borkowska-Szukszta – mieszkanka bloku
- Lech Ordon – ksiądz
- Krystyna Borowicz – gospodyni w telewizji
- Czesław Nowicki – on sam („Wicherek”)
- Alicja Pawlicka – pani Kubasińska z działu zbytu z Maszynohurtu
- Andrzej Nardelli – zakochany chłopak
- Jolanta Zykun – milicjantka

## Produkcja
Pomysł na Nie lubię poniedziałku wynikł z improwizacji reżysera Tadeusza Chmielewskiego. Gdy został przedstawiony nowemu szefowi kinematografii Czesławowi Wiśniewskiemu, który go zapytał o następny projekt, Chmielewski odparł po chwili zastanowienia: „Myślę o zrobieniu jakby książki telefonicznej. W filmie występowałoby tyle postaci, ile zmieści się w pełnym metrażu”. Na pytanie Wiśniewskiego, czy chodzi o komedię, Chmielewski miał odpowiedzieć: „Raczej tak, ale takiego scenariusza nikt mi nie zatwierdzi. Zbyt wiele polega tu na improwizacji”. Następnego dnia Wiśniewski oddzwonił, że scenariusz został zatwierdzony do realizacji, mimo że Chmielewski nawet nie rozpoczął jego pisania. Chmielewski opowiadał po latach, że po stresującym dlań procesie produkcji Jak rozpętałem II wojnę światową: „Znów więc powstał stwór z niczego, czyli z pustej głowy, wielu nieprzespanych nocy i strachu o końcowy rezultat”.
Nie lubię poniedziałku został wyprodukowany przez Zespół Filmowy „Plan” pod kierownictwem Stanisława Daniela. Za reżyserię i scenariusz do filmu odpowiadał Chmielewski. Autorem zdjęć kręconych jesienią 1970 w różnych dzielnicach Warszawy (m.in. na osiedlu Pańska) był Mieczysław Jahoda, a scenografię opracowała Halina Dobrowolska. Muzykę do Poniedziałku skomponował Jerzy „Duduś” Matuszkiewicz, a za montaż filmu odpowiedzialna była Maria Orłowska. Premiera filmu odbyła się 27 sierpnia 1971 roku, w podwójnym pokazie z reportażem Uppsala produkcji Wytwórni Filmów Oświatowych.
W 2012 roku, w ramach projektu KinoRP, odbyła się premiera kinowa zrekonstruowanej wersji cyfrowej filmu. Rekonstrukcję obrazu zlecono Studiu Postprodukcyjnemu Orka, a rekonstrukcję dźwięku – Studiu Company. Odnowiona wersja Nie lubię poniedziałku była współfinansowana przez Polski Instytut Sztuki Filmowej.

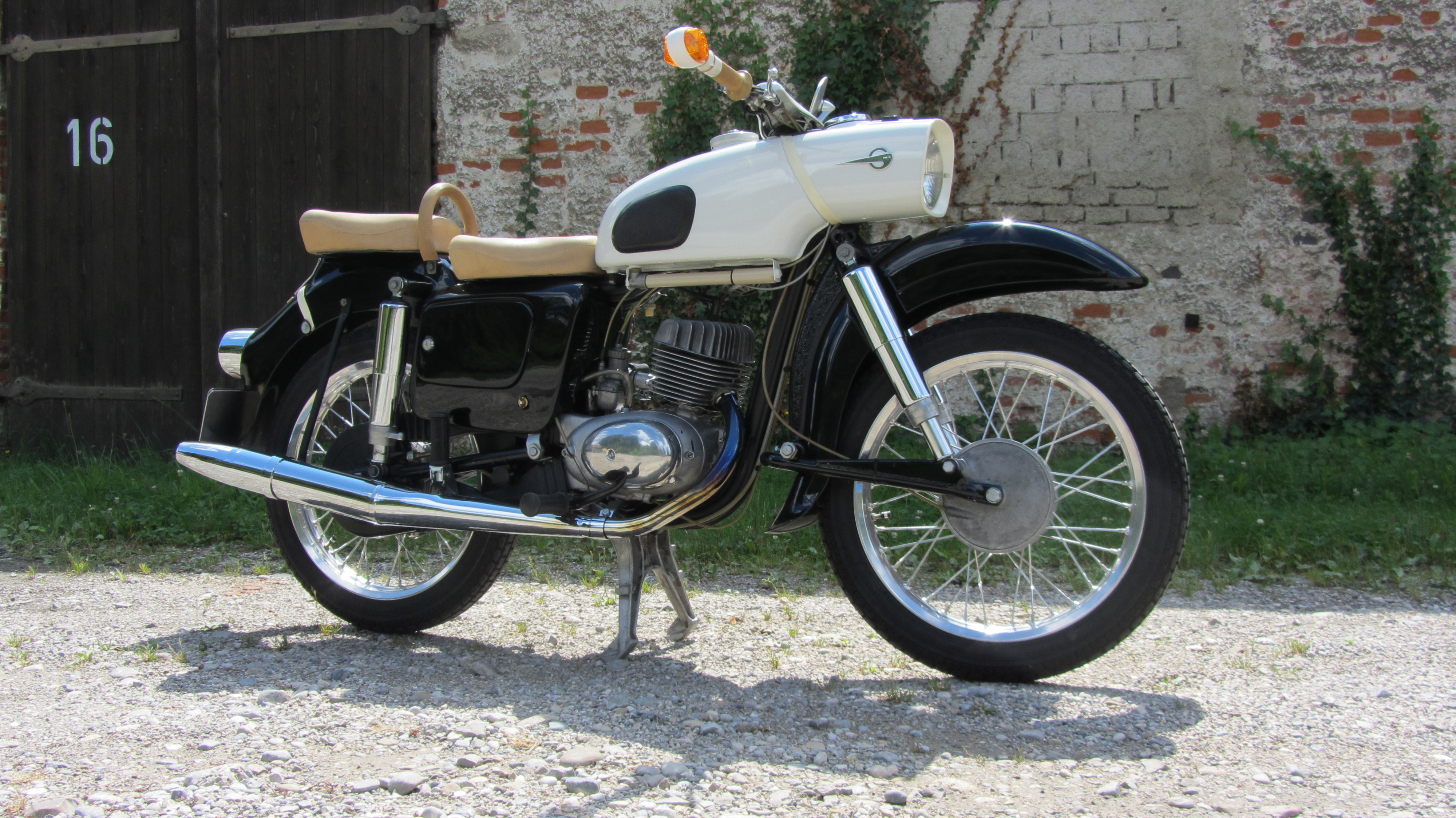
MZ, takim motocyklem jeździ w filmie milicjant, tata Jacka

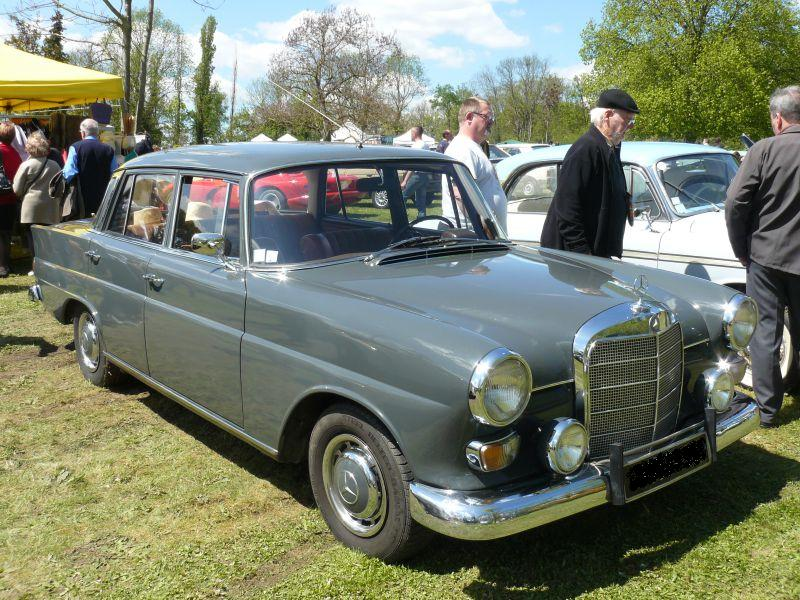
Mercedes-Benz W110, takimi samochodami jeżdżą w filmie kierowcy urzędów

## Odbiór
Nie lubię poniedziałku obejrzały w kinach dwa miliony osób.
Filmoznawca Artur Majer po latach z uznaniem wypowiadał się o filmie Chmielewskiego, twierdząc, że „na plan pierwszy u Chmielewskiego wysuwa się […] przechodzenie od postaci do postaci i – niby przypadkowo – łączenie ze sobą poszczególnych wątków. Żadnego z bohaterów się tu nie ośmiesza, bo jacy by nie byli, winę za ich stan, postawę i zachowanie ponosi nieszczęsny poniedziałek. […] Zawarty w filmie liryzm, lekkość i tempo raz jeszcze okazują się głównymi cechami kina Chmielewskiego”. Barbara Hollender pisała, że w Nie lubię poniedziałku reżyser „stworzył zbiorowy portret warszawiaków i miasta: pełnego absurdów i socjalistycznej nowomowy sączącej się z ekranów telewizorów, ale też pełnego tęsknot i ludzi szukających swojego miejsca w tym niełatwym świecie”. Sonia Miniewicz podsumowywała, że „mimo upływu czasu Nie lubię poniedziałku wcale się nie zestarzało i do dziś cieszy się mianem komedii kultowej”.
Zarzuty dotyczące Nie lubię poniedziałku dotyczyły przede wszystkim ideologicznego przesłania filmu. Grażyna Szelągowska zauważała, że w filmie „widać sympatię do miasta oraz niewątpliwy entuzjazm pierwszych lat epoki Edwarda Gierka”. Dawid Konieczka z portalu Film.org.pl, choć oceniał film pozytywnie, również konstatował, iż „film Chmielewskiego jest swoistą laurką (w pozytywnym sensie) dla Warszawy, przywodzącą na myśl wielkomiejskie symfonie z lat dwudziestych”.